# Michael Fehling
Michael Fehling (* 16. Juni 1963 in Bremen) ist Rechtswissenschaftler und seit 2001 Inhaber des Lehrstuhls für öffentliches Recht mit Rechtsvergleichung an der Bucerius Law School in Hamburg.
Er besuchte das Humboldt-Gymnasium Düsseldorf (Abitur 1982) und studierte Rechtswissenschaft in Freiburg im Breisgau, legte 1988 das erste und 1991 das zweite juristische Staatsexamen ab.
1993 wurde Michael Fehling mit einer Arbeit über das Thema „Die Konkurrentenklage bei der Zulassung privater Rundfunkveranstalter“ promoviert. 1996 erwarb er an der University of California, Berkeley einen LL.M. Die Habilitation folgte 2000 mit einer Arbeit über „Verwaltung zwischen Unparteilichkeit und Gestaltungsaufgabe“. Bis 1995 war er wissenschaftlicher Mitarbeiter am Lehrstuhl von Martin Bullinger, bis 2000 bei Thomas Würtenberger.
Von 2000 bis 2001 lehrte Michael Fehling an der Universität Freiburg. 2001 nahm er einen Ruf an die Bucerius Law School an.
Michael Fehling forscht schwerpunktmäßig im öffentlichen Wirtschaftsrecht, Hochschulrecht, und zu Rechtsvergleichung und ökonomischer Analyse des öffentlichen Rechts.
Michael Fehling spielte in der deutschen Schachbundesliga, der höchsten deutschen Spielklasse, in der Saison 1981/82 für die Düsseldorfer SG Rochade und in der Saison 1987/88 für den SK Zähringen. Von 1991 bis 2002 war er bei den Freiburger Schachfreunden 1887 aktiv, seitdem beim Hamburger Schachklub.
2023 wurde Fehling als Mitglied in die Akademie der Wissenschaften in Hamburg gewählt.